# Северна Маријанска Острва на Светском првенству у атлетици на отвореном 2022.
Северна Маријанска острва су учествовала на 18. Светском првенству у атлетици на отвореном 2022. одржаном у Јуџину  од 15. до 25. јула петнаести пут. Репрезентацију Северно Маријанских острва представљала је једна такмичарка која се такмичила у трци на 100 метара.,.
На овом првенству такмичарка Северних Маријанских острва није освојила ниједну медаљу али је оборила лични рекорд.

## Учесници
Жене:
- Зарина Сапонг — 100 м

## Резултати

### Жене
| Атлетичарка   | Дисциплина | Лични рекорд | Квалификације | Квалификације | Полуфинале            | Полуфинале            | Финале                | Финале  | Детаљи |
| Атлетичарка   | Дисциплина | Лични рекорд | Резултат      | Место         | Резултат              | Место                 | Резултат              | Место   | Детаљи |
| ------------- | ---------- | ------------ | ------------- | ------------- | --------------------- | --------------------- | --------------------- | ------- | ------ |
| Зарина Сапонг | 100 м      | 13,02        | 12,98 ЛР      | 7. у гр. 6    | Није се квалификовала | Није се квалификовала | Није се квалификовала | 46 / 49 |        |